# Одеське наукове товариство
Одеське наукове товариство при ВУАН — науково-громадська організація. Засноване 1926. Голова товариства — Михайло Гордієвський, учений секретар — В. Герасименко. Мало секції: соціально-економічну (голова Євген Загоровський), історично-філологічну (голова Володимир Лазурський), природничо-математичну (голова Петро Талько-Гринцевич), педагогічну (голова Михайло Гордієвський), медичну (голова М. Заєвлошин) та технічну.
У товаристві працювали: Михайло Бачинський, Ізраїль Бровер, Борис Варнеке, Олександр Варнеке, С. Ковбасюк, Богдан Комаров, Костянтин Копержинський, Олександр Погребінський, С. П'ятницька, Михайло Слабченко, Тарас Слабченко та інші (загалом близько 500 осіб).
Друкувало щорічні звіти, «Записки соціально-історичної секції» (1927—30, № 1—5), «Записки історично-філологічної секції» (1928—29, № 1—3), «Записки математичної секції» (1927—30, № 1—4), «Записки медичної секції» (1929—30, № 1—2), «Записки педагогічної секції» (1929—30, вип. 1—4), «Записки технічної секції» (1931, № 1) та окремі видання.
1930—1931 припинило діяльність у зв'язку з постановою листопадової 1929 сесії ВУАН про ліквідацію місцевих наукових товариств.